# Wonderful (album de Madness)
Pour les articles homonymes, voir Wonderful.
Albums de Madness
Universal Madness: Live in Los Angeles
(1999) The Dangermen Sessions Vol. 1
(2005)
Wonderful est le huitième album studio de Madness, sorti le 1er novembre 1999.
L'album s'est classé 17e au UK Albums Chart.

## Liste des titres
| No  | Titre                         | Auteur                            | Durée |
| --- | ----------------------------- | --------------------------------- | ----- |
| 1.  | Lovestruck                    | Lee Thompson, Mike Barson         | 3:50  |
| 2.  | Johnny the Horse              | Cathal Smyth                      | 3:19  |
| 3.  | The Communicator              | Graham McPherson, Smyth           | 3:20  |
| 4.  | 4 am                          | McPherson, Barson                 | 3:50  |
| 5.  | The Wizard                    | Smyth                             | 3:27  |
| 6.  | Drip Fed Fred                 | Thompson, Barson                  | 4:30  |
| 7.  | Going to the Top              | Barson                            | 4:30  |
| 8.  | Elysium                       | Thompson, Daniel Woodgate         | 3:52  |
| 9.  | Saturday Night Sunday Morning | McPherson                         | 4:14  |
| 10. | If I Didn't Care              | Jack Lawrence                     | 4:25  |
| 11. | No Money                      | Thompson, Woodgate, Nick Woodgate | 3:14  |

## Personnel
| - Graham McPherson : chant - Mike Barson : claviers - Chris Foreman : guitare - Mark Bedford : basse - Lee Thompson : saxophones - Daniel Woodgate : batterie - Cathal Smyth : chœurs | - Ian Dury : chœurs sur Drip Fed Fred - Michael Kearsey : trombone - Jason McDermid : trompette - Jason Bruer : saxophone - Terry Edwards : saxophone - Pablo Cook : percussions - The London Session Orchestra : cordes - Gavyn Wright : arrangement des cordes - Simon Hale : chef d'orchestre - Steve Donnelley : dobro sur The Wizard - Mitch : chœurs sur 4 am - Sarah Cracknell : chœurs sur Elysium |